# Station Karwica Mazurska
Station Karwica Mazurska was een spoorwegstation in de Poolse plaats Karwica Mazurska.